# Beluće
Pour le village kosovar, voir Beluće (Leposavić).

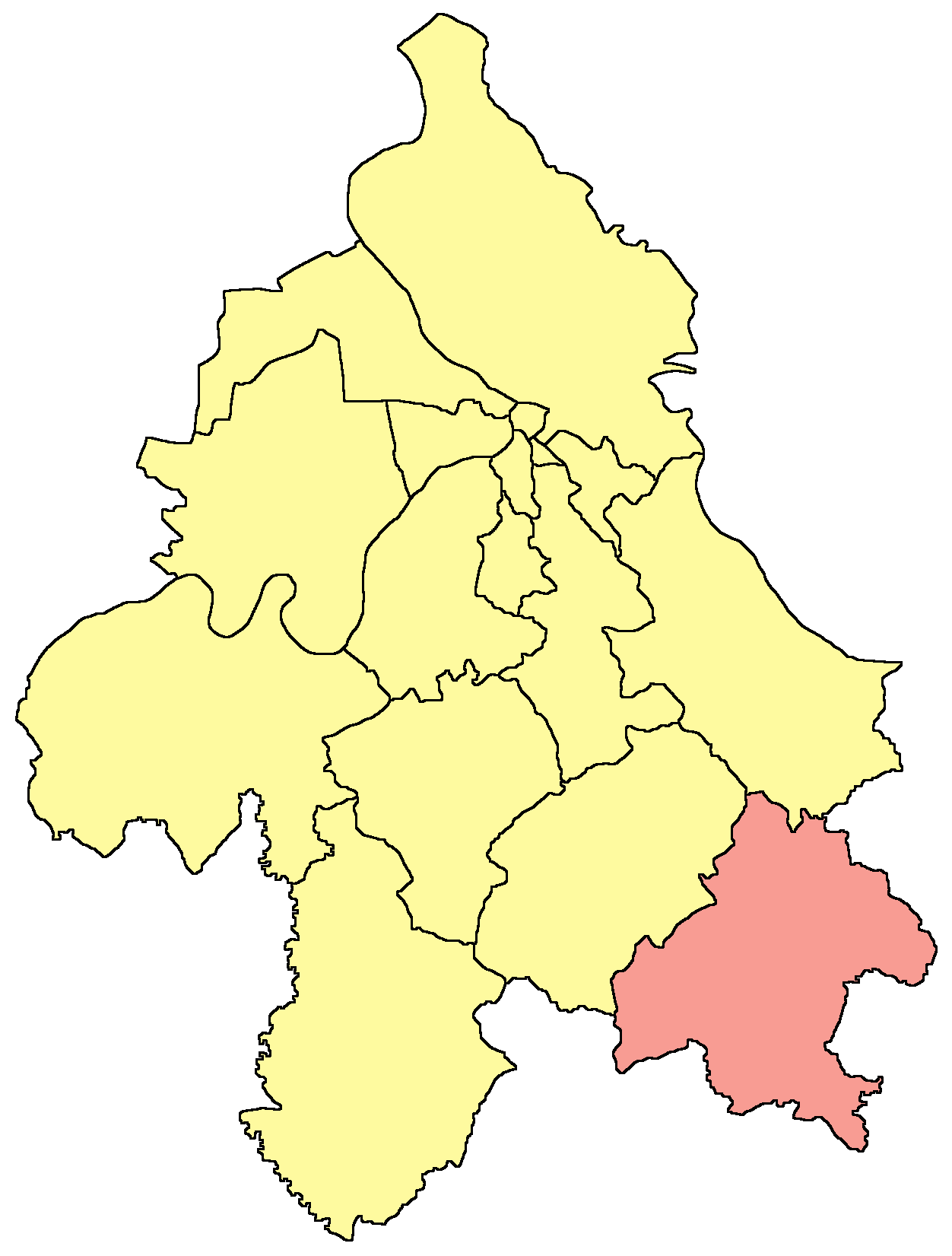
Localisation de la municipalité de Mladenovac dans la Ville de Belgrade

Beluće (en serbe cyrillique : Белуће) est un village de Serbie situé dans la municipalité de Mladenovac et sur le territoire de la Ville de Belgrade. Au recensement de 2011, il comptait 440 habitants.

## Démographie

### Évolution historique de la population
| 1948 | 1953 | 1961 | 1971 | 1981 | 1991 | 2002 | 2011 |
| ---- | ---- | ---- | ---- | ---- | ---- | ---- | ---- |
| 289  | 305  | 339  | 316  | 295  | 314  | 263  | 440  |

|  |